# Yu Hao
Dans ce nom, le nom de famille, Yu, précède le nom personnel Hao.
Yu Hao (chinois : 喻皓, fl. 970) était un ingénieur de génie civil et architecte chinois durant la dynastie Song (960-1279).
Yu Hao reçoit le titre de maître-charpentier (Du Liao Jiang) pour ses compétences architecturales. Il est l'auteur du Mu Jing (木經; Manuel de charpenterie), entre 965 et 995, considéré comme une pièce importante de la littérature architecturale classique chinoise. En 989, son travail permet la construction de la Pagode Kai-Bao, une pagode chinoise en bois dans la ville médiévale de Kaifeng (alors capitale des Song du Nord),. La pagode disparait en 1040 à la suite d'un incendie dû à la foudre. La Pagode de fer est par la suite reconstruite sur le même emplacement en 1049. Composée de briques et de pierres, elle est plus résistante contre les incendies accidentels et la foudre.